# 비야비시오사데오돈
비야비시오사데오돈(스페인어: Villaviciosa de Odón)은 스페인의 마드리드 지방 서쪽 지역에 있는 지방 자치체이다. 이 도시는 마드리드 도심에서 서쪽으로 15 km 정도 떨어진 마드리드 수도권의 서쪽 지역에 위치해 있다. 이 도시에는 스페인 공군 박물관, 마드리드 유럽 대학교, 비야비시오사 데 오돈 성이 위치해 있다.
비야비시오사데오돈의 조용한 생활 방식과 마드리드와의 인접성은 90년대 후반과 2000년대 초반 동안의 빠르고 광범위한 개발을 잠재웠다. 비야비시오사데오돈은 마드리드 유럽 대학교와 가까웠기 때문에, 학생들을 위한 잘 발달된 거주 구역과 생활 편의 시설을 갖춘 대학 도시가 되었다.

## 같이 보기
- 마드리드의 지방 자치체 목록